# Lijst van burgemeesters van Zeelst
Dit is een lijst van burgemeesters van de Nederlandse gemeente Zeelst in de provincie Noord-Brabant totdat deze op 1 mei 1921 werd samengevoegd met de toenmalige gemeenten Oerle en Veldhoven en Meerveldhoven tot de gemeente Veldhoven.
| Ambtsperiode            | Naam burgemeester                    | Leven                           | Bijzonderheden                                                     |
| ----------------------- | ------------------------------------ | ------------------------------- | ------------------------------------------------------------------ |
| 10 juli 1810 - 1811     | Gerardus de Wit                      |                                 |                                                                    |
| 30 mei 1811 - 1827      | Willem (Wilhelmus Theodorus) Senders | 16 december 1783 - 19 juli 1827 |                                                                    |
| 1827 - 1846             | Anthonius Josephus (A.J.) de Wit     | †1846                           |                                                                    |
| 1846 - 1891             | Jan Habraken                         |                                 | Linnenfabrikant.                                                   |
| 1892 - 1915             | Antonius Janssens                    |                                 |                                                                    |
| 1915 - 1919             | Joannes Henricus Cornelis Ancion     | 21 april 1886 - 21 mei 1951     | In (een deel van?) dezelfde periode tevens burgemeester van Oerle. |
| 13 december 1919 - 1921 | Jef (Jacobus Josephus) Wintermans    | 15 maart 1877 - 5 augustus 1955 | Tevens lid van de Tweede Kamer van 1918 tot 1929.                  |